# مگان د استالین
مگان جووُن روث پیت (به انگلیسی: Megan Jovon Ruth Pete؛ زادهٔ ۱۵ فوریه ۱۹۹۵) که به‌طور حرفه‌ای با نام مگان د استالین (به انگلیسی: Megan Thee Stallion) شناخته می‌شود، رپر، خواننده و ترانه‌نویس آمریکایی است. او کار خود را در هیوستون، تگزاس آغاز کرد و با پخش ویدئوهای فری‌استایلش در رسانه‌های اجتماعی مانند اینستاگرام نگاه عموم را به خود جلب کرد. او در سال ۲۰۱۹ با انتشار تک‌آهنگ‌های «هات گرل سامر» (با تای دولا ساین و نیکی میناژ) و «کش شت» (با دابیبی) به موفقیت رسید. اولین میکس‌تیپ او، Fever، در سال ۲۰۱۹ و ئی‌پی او، Suga در سال ۲۰۲۰ عرضه شد که هر دو به ده عنوان برتر جدول بیلبورد ۲۰۰ راه یافتند.
مگان د استالین در سال ۲۰۲۰ دو ترانهٔ نامبروان در بیلبورد هات ۱۰۰ به دست آورد: «وحشی» (با حضور بیانسه) و حضورش در تک‌آهنگ «واپ» از کاردی بی. «وحشی» برنده دو جایزه گرمی شد—بهترین اجرای رپ و بهترین ترانه رپ—در حالی که «واپ» نخستین ترانه او بود که به صدر جدول چندین بازار بین‌المللی رسید، از جمله تبدیل شدن به نخستین ترانه‌ای که هنگام افتتاح ۲۰۰ آهنگ جهانی بیلبورد به صدر این جدول رسید. نخستین آلبوم استودیویی او به نام خبر خوب (۲۰۲۰) با موفقیت تجاری و انتقادی روبه‌رو شد و به رتبه دوم بیلبورد ۲۰۰ رسید.
در جولای ۲۰۲۰، مگان د استالین به‌وسیلهٔ رپر کانادایی توری لینز در محلهٔ هالیوود هیلز لس آنجلس مورد اصابت گلوله قرار گرفت. این تیراندازی موضوع اصلی نخستین آلبوم او خبر خوب بود. در دسامبر ۲۰۲۲، لینز در دادگاه محکوم شد. پس از محاکمهٔ تیراندازی و به دنبال یک مشاجره حقوقی طولانی با شرکت ناشر موسیقی‌اش، مگان د استالین در سال ۲۰۲۳ با شرکت‌های ۱۵۰۱ و انترتینمنت ۳۰۰ قطع همکاری کرد و کار خود را به‌عنوان هنرمند مستقل ادامه داد.
مگان د استالین جوایز مختلفی از جمله چهار جایزه موسیقی آمریکا، چهار جایزه موسیقی ویدئوی ام‌تی‌وی، یک جایزه زنان در موسیقی بیلبورد و سه جایزه گرمی دریافت کرده است. در شصت و سومین دوره جوایز سالانه گرمی، او دومین رپر زن برندهٔ جایزهٔ بهترین هنرمند جدید (پس از لارین هیل در سال ۱۹۹۹) شد. در سال ۲۰۲۰، مجله تایم او را به عنوان یکی از ۱۰۰ فرد تأثیرگذار جهان در فهرست سالانه خود معرفی کرد.